# ماهی فویج
ماهی فویج یا ماهی فبیج یا ماهی گرگه یکی از غذاهای محلی در استان گیلان است.
مواد ماهی فبیج ساده را ماهی سفید، گلپر و نمک و فلفل تشکیل می‌دهد.
ماهی با دقت از داخل گوش و دهان شسته می‌شود. پره‌های قرمز گوش با چاقو کشیده شده تا خوب تمیز شود. شکم ماهی را باز کرده محتویات آن بیرون کشیده می‌شود. شکم ماهی با آب سرد شسته می‌شود. اگر ماهی اشپل (تخم ماهی) داشته باشد تخم آن هم تمیز می‌شود و دوباره در شکم ماهی گذاشته شده و قدری نمک، فلفل و گلپر زده بعد شکم ماهی جفت می‌شود و آن در گمج یا یک قابلمه گرد به طریقی که دم ماهی به سر وصل شود روی شکم در ظرف گذاشته می‌شود. گاهی برای اینکه ماهی مستقیم به ته قابلمه یا گمج نچسبد و نسوزد ۲ یا ۳ تیکه سفال زیر ماهی قرار داده بعد ماهی را روی آن گذاشته می‌شود. ظرف روی حرارت خیلی ملایم قرار داده شده در ظرف گذاشته می‌شود و روی در ظرف آتش گذاشته تا با بخار پخته شود. در گیلان به‌طور سنتی معمول بوده‌است که این ماهی در داخل گمج یا ظرف گلی لعاب داری که برای طبخ خورش استفاده می‌شود پخته شود اما امروزه این ماهی می‌توان در داخل فر با درجه حرارت ملایم پخت. به غیر از ماهی فویج ساده، این ماهی به صورت شکم پر نیز پخته می‌شود.